# Назарово (Красноярский край)
Наза́рово — город в Красноярском крае России. Административный центр Назаровского района, в состав которого не входит. Краевой город, образует муниципальное образование город Назарово со статусом городского округа как единственный населённый пункт в его составе.

## География

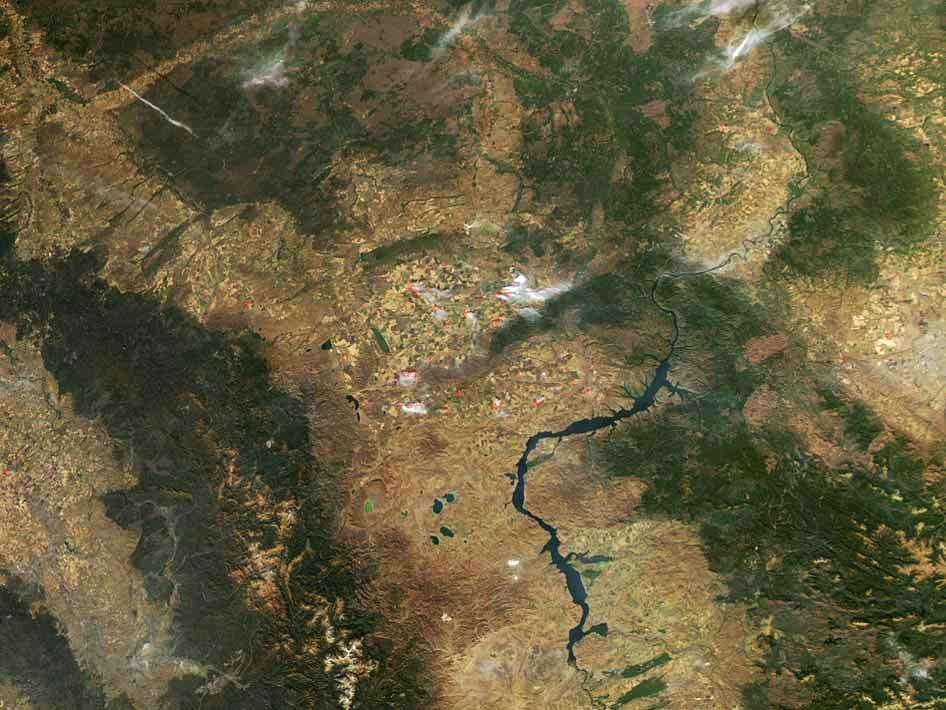
Город Назарово на фотографии НАСА, 2009

Город расположен на левом берегу Чулыма (приток Оби) Назаровской котловины в 192 километрах западнее Красноярска.

## История
Деревня Назаровская основана в 1762 году Назарием Патюковым, который построил дом на берегу реки Чулым близ устья реки Ададым. Сведений об этом человеке сохранилось немного. Известно, что Назарий пришёл из Тобольска, где имелась целая улица Патюковых, что пробирался он через Енисейск и Ачинск, пока не обосновался на берегу Чулыма. Назарий построил своё жильё близ устья речки Ададымки. Когда рядом стали строить дома другие люди, поселение стали называть по имени его основателя Назарово. В 1786 году по сведениям П. С. Палласа в деревне Назаровской проживало 15 семей. Селение стало заметно расти с проведением Минусинского тракта. В 1820 году в Назарово была построена каменная двухэтажная церковь.
История Назарово тесно связана с именами известных людей. В августе 1839 года, после окончания срока каторжных работ, сюда прибыл на вечное поселение участник восстания декабристов Антон Петрович Арбузов. Он умер в Назарово в 1843 году. Одна из центральных улиц города носит его имя.
В начале 1860-х годов в Назарово числилось 1360 жителей, имелись дом для престарелых и инвалидов, почтовая станция, трактовая тюрьма, паром.
В 1888 году около села Назарово обнаружены залежи бурого угля. С 1864 года Назарово — волостной центр, с 1924 года — райцентр. В 1916 году в волостном центре имелись двухклассная школа, лечебница, почтово-телеграфное отделение, народная читальня, церковная библиотека, численность населения составляла 1 850 человек.
В начале XX века в волостном селе Назаровском было две улицы, Верхняя и Нижняя, и несколько переулков. В 1914 году началось строительство железной дороги Ачинск — Абакан, через два года было открыто движение от станции Ачинск-1 до станции Ададым (Назарово). Следует заметить, что несмотря на удалённость от центра этого сибирского села, оно не было диким и глухим. С установлением советской власти активную работу по преобразованию села вели комсомольцы. Их стараниями заброшенное здание бывшей богадельни было превращено в Народный дом. Со сцены народного дома начался творческий путь в искусство народной артистки СССР Марины Ладыниной.
В 1926 году через город прошла железная дорога Ачинск — Абакан.
В 1937 году на северо-западной окраине села Назарово начинает строиться первое крупное предприятие — Назаровский молочно-консервный завод, начавший работу в 1944 году.
На фронтах ВОВ героически сражались воины — сибиряки, их память увековечена в названии улиц города: ул. Черняховского, ул. Матросова, ул. Абрамова, ул. Донских, ул. Мурашова, ул. Гусарова, ул. Борисенко, а также ул. Л. Осетрова в с. Дорохово. Особенно бурно развивалось Назарово в послевоенные годы. Вслед за молочно-консервным заводом начинают вступать в строй и другие предприятия. Быстро росло население, велось большое жилищное строительство.
В 1947—1953 годах строится — угольный разрез, в 1955—1961 годах — Назаровская ГРЭС.
Рабочий посёлок с 1946 года.
К середине 1950-х годов в посёлке активно разворачивается строительство. В 1957 году построен Дом культуры «Угольщик». Сюда постепенно съезжались на стройку молодые комсомольцы со всех уголков СССР. В декабре 1961 года посёлок Назарово был преобразован в город краевого подчинения. В 1970-х годах развивается промышленность. Назаровская ГРЭС и разрез «Назаровский» становятся флагманами молодого города. В это время были построены здания городского телеграфа и универмага, гостиница «Заря». На центральной площади расположилось новое здание городской и районной администрации выполненные в современном стиле. В 1960—1980-е годы в Назарово было 12 средних школ, одна восьмилетняя, 2 школы рабочей молодёжи. Назаровский строительный техникум образован в 1967 году. Датой основания НЭСТа является 15 июня 1956 году.
В 1965 году открыто медицинское училище.
В 1972 году началось строительство Назаровского завода сельскохозяйственного машино-строения. Начал работать Восточно-Сибирский завод металлоконструкций.
Строительство завода «ТИИК» началось в 1980 году. Первая продукция выпущена в 1990 году.
В декабре 1988 года было получено разрешение на строительство храма. 25 ноября 1990 года он был освящён в честь праздника Покрова Божьей Матери.

### Место ссылки
В Назарово отбывали ссылку:
- А. П. Арбузов — декабрист, член Северного тайного общества (1839—1843);
- Е. Л. Дмитриева — активный деятель I Интернационала (1879—1882);
- В. П. Ногин — соратник В. И. Ленина, видный деятель большевистской партии (1902—1903).
- 2 февраля 1900 года из Шушенской ссылки через Назарово возвращался В. И. Ленин с женой Н. К. Крупской и товарищем по революционной борьбе В. В. Старковым.

## Население
| 1860    | 1939    | 1959    | 1967    | 1970    | 1979    | 1987    | 1989    | 1992    | 1996    | 1998    | 2000    |
| ------- | ------- | ------- | ------- | ------- | ------- | ------- | ------- | ------- | ------- | ------- | ------- |
| 1360    | ↗4263   | ↗29 689 | ↗41 000 | ↗44 173 | ↗53 696 | ↗63 000 | ↗64 350 | ↗65 700 | ↘64 900 | ↘64 000 | ↘63 200 |
| 2001    | 2002    | 2003    | 2005    | 2006    | 2007    | 2008    | 2009    | 2010    | 2011    | 2012    | 2013    |
| ↘62 700 | ↘56 539 | ↘56 500 | ↘54 900 | ↘54 300 | ↘53 900 | ↘53 600 | ↘53 234 | ↘52 817 | ↘52 800 | ↘52 154 | ↘51 759 |
| 2014    | 2015    | 2016    | 2017    | 2018    | 2019    | 2020    | 2021    |         |         |         |         |
| ↘51 437 | ↘51 069 | ↘50 652 | ↘50 397 | ↘49 991 | ↘49 825 | ↘49 748 | ↘45 333 |         |         |         |         |

На 1 января 2025 года по численности населения город находился на 347-м месте из 1124 городов Российской Федерации..

## Местное самоуправление

Центральная площадь

К органам местного самоуправления города относятся:
- Назаровский городской Совет депутатов — представительный орган местного самоуправления (избирается всеобщим прямым голосованием на 5 лет).

В настоящее время в городском Совете работают депутаты, избранные в 2022 года.
| Фракция       | Кол-во депутатов |
| ------------- | ---------------- |
| Единая Россия | 17               |
| КПРФ          | 2                |
| ЛДПР          | 1                |

- Председатель городского Совета Мартус Ольга Владимировна.

- Глава города Назарово — высшее должностное лицо, возглавляющее деятельность по осуществлению местного самоуправления на территории города Назарово. С 26 февраля 2025 года исполняющим обязанности главы города является Гейнрих Александр Владимирович.

## Транспортная инфраструктура
Город находится на Ачинско-Минусинской железной дороге, Транссиб проходит в 36 км севернее Назарова. Южно-Сибирская железнодорожная магистраль связывает город с центральными, южными и приангарскими районами края. Железнодорожная ветка Красная Сопка — Кия-Шалтырь (Белогорск) соединяет город с Кемеровской областью.
Региональная автомобильная дорога 95К-004 Ачинск — Ужур — Шира — Троицкое, имеющая выход к федеральным автодорогам Р-255 «Сибирь» и Р-257 «Енисей».
Городские маршруты.
Маршруты:
№ 1 АТБ-2 — Вещевой рынок;
№ 2 Центр — ДРСП;
№ 3 Малая — п. Безымянный;
№ 4 Малая — 7 кооператив;
№ 5 Центр — п. Горняк — п. Механизации;
№ 7 Центр — сады Аэропорт;
№ 8 Центр — Горсады;
№ 9 Центр — Сады НГРЭС;
№ 12 п. Механизации — Центр — Сельмаш;
№ 11 п. Южный — Железнодорожный вокзал;
№ 14 п. Бор — ПАО «ПО КЗК»;
№ 15 Железнодорожный вокзал — ПАО «ПО КЗК»;
№ 16 Центр — ПАО «ПО КЗК»;
№ 17 микрорайон. Заречный — Сельмаш;
№ 18 микрорайон Заречный — Каменный карьер.

## Промышленность
- Назаровский ППЖТ — филиал АО «Востсибпромтранс»;
- Молочно-консервный комбинат «Назаровское молоко», ныне филиал PepsiCo;
- Назаровская ГРЭС — филиал СГК; с 2013 г. ПАО «Назаровская ГРЭС»
- ООО «ПСМК Прогресс»;
- Филиал «СУЭК-Красноярск» Разрез «Назаровский»;

- Ачинское ДРСУ;

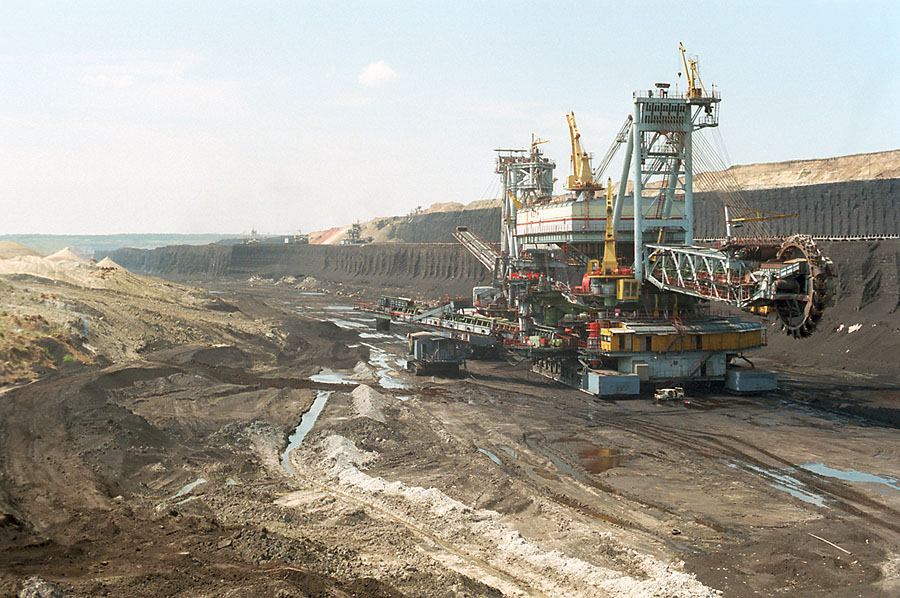
Разрез Назаровский

- ООО «Северо-Кавказский завод металлоконструкций»;
- ООО «Назаровский щебёночный завод»;
- ООО Филиал «Энергозащита» Назаровский завод теплоизоляционных изделий;
- ООО «Бородинский РМЗ» с 01.11.2021 г.;
- ООО «Назаровский механический завод»;
- МУП «Назаровский хлеб» (ныне закрыт);
- ООО «Техноресурс»;
- Котельный завод ООО «ВСКЗ — Назарово»;
- Одноразовые пакеты ООО «Парус»;

## Образование
- Назаровский энергостроительный техникум
- Назаровский аграрный техникум
- В городе работает 7 школ, лицей, гимназия, коррекционная школа.

## Культура
Учреждения культуры
- МБУК Музейно-выставочный центр
- МБУК Городской дворец культуры
- МБУК Культурно-досуговое объединение «Энергетик»
- МБУК Культурно-досуговый центр «Юбилейный»
- Кинотеатр «Юбилейный»[27]
- МБУК Централизованная библиотечная система г. Назарово

## Памятники
- Мемориал воинам, погибшим в Великой Отечественной войне
- Мемориал погибшим воинам-интернационалистам и погибшим в локальных конфликтах «Скорбящая мать»
- Памятник М. А. Ладыниной[28]
- Памятник В. И. Ленину
- Памятник погибшим при Сережском восстании.
- Памятник к столетию со дня рождения В. И. Ленина
- Памятник Шуре Китайкиной, секретарю первой комсомольской ячейки в селе Назаровском, созданной 19 февраля 1920 года.
- Памятник жертвам политических репрессий
- Памятник назаровцам — участникам ликвидации последствий катастрофы на ЧАЭС

## СМИ
- Телеканал «Пирамида ТВ» (СТС)
- Телеканал «ТРК Назарово» (360°.RU Назарово)
- Радио — город Назарово
- «Дорожное радио-Красноярск» в Назарово 101.0 FM
- Радио «Пирамида» в Назарово 103.5 FM
- Газета «Советское Причулымье»
- Газета «Экран-информ» — РЕГИОН"
- Газета «Назаровский вестник»
- Газета «Назаровский курьер»

## Известные назаровцы
- Власенко, Станислав Владимирович
- Быков, Анатолий Петрович
- Бартновская, Юлия Анатольевна
- Дёмин, Владислав Анатольевич
- Донских, Александр Иванович
- Ладынина, Марина Алексеевна
- Лыкосов, Василий Николаевич
- Песков, Кирилл Александрович
- Скорочкин, Сергей Григорьевич
- Степчук, Юрий Степанович
- Сучков, Никита Александрович